# World Professional Darts Championship 1984
De Embassy World Professional Darts Championship 1984 was de 7e editie van het internationale dartstoernooi World Professional Darts Championship georganiseerd door de BDO en werd gehouden van 31 december 1983 tot en met 7 januari 1984 in het Engelse Stoke-on-Trent. Vanaf dit jaar werd er geen wedstrijd meer gespeeld voor de derde plaats.

## Prijzengeld
Het totale prijzengeld bedroeg £36.500,- (plus £32.000 voor een 9-darter (niet gewonnen)) en was als volgt verdeeld:
| Plaats        | Prijzengeld |
| ------------- | ----------- |
| Winnaar       | £9.000      |
| Runner-up     | £4.000      |
| Halvefinalist | £2.250      |
| Kwartfinalist | £1.250      |
| 2e ronde      | £750        |
| 1e ronde      | £450        |

Degene met de hoogste check-out (uitgooi) kreeg £800:
- onbekend

## Alle wedstrijden

### Eerste ronde (best of 3 sets)
| Rick Ney        | USA       | - | Luc Marreel     | België     | 2 - 1 |
| Eric Bristow    | Engeland  | - | Finn Jensen     | Denemarken | 2 - 0 |
| Peter Locke     | Wales     | - | Russell Stewart | Australië  | 2 - 0 |
| Malcolm Davies  | Wales     | - | Bobby George    | Engeland   | 2 - 1 |
| John Joe O'Shea | Ierland   | - | Alex MacKinnon  | Canada     | 2 - 0 |
| John Lowe       | Engeland  | - | Tony Brown      | Engeland   | 2 - 0 |
| Kexi Heinäharju | Finland   | - | Danny Inglis    | Schotland  | 2 - 1 |
| Ceri Morgan     | Wales     | - | Cliff Lazarenko | Engeland   | 2 - 1 |
| Alan Glazier    | Engeland  | - | Rab Scott       | Engeland   | 2 - 1 |
| Jocky Wilson    | Schotland | - | Terry O'Dea     | Australië  | 2 - 0 |
| Mike Gregory    | Engeland  | - | Paul Lim        | Singapore  | 2 - 0 |
| Stefan Lord     | Zweden    | - | Bob Anderson    | Engeland   | 2 - 0 |
| Gerry Haywood   | Engeland  | - | Owen Thomas     | Wales      | 2 - 0 |
| Nicky Virachkul | USA       | - | Keith Deller    | Engeland   | 2 - 1 |
| Steve Brennan   | Ierland   | - | Kevin White     | Australië  | 2 - 1 |
| Dave Whitcombe  | Engeland  | - | Bob Sinnaeve    | Canada     | 2 - 0 |

### Tweede ronde (best of 7 sets)
| Rick Ney        | USA      | - | Eric Bristow    | Engeland  | 0 - 4 |
| Peter Locke     | Wales    | - | Malcolm Davies  | Wales     | 4 - 3 |
| John Joe O'Shea | Ierland  | - | John Lowe       | Engeland  | 0 - 4 |
| Kexi Heinäharju | Finland  | - | Ceri Morgan     | Wales     | 1 - 4 |
| Alan Glazier    | Engeland | - | Jocky Wilson    | Schotland | 0 - 4 |
| Mike Gregory    | Engeland | - | Stefan Lord     | Zweden    | 4 - 1 |
| Gerry Haywood   | Engeland | - | Nicky Virachkul | USA       | 0 - 4 |
| Steve Brennan   | Ierland  | - | Dave Whitcombe  | Engeland  | 1 - 4 |

### Kwartfinale (best of 9 sets)
| Eric Bristow    | Engeland  | - | Peter Locke    | Wales    | 5 - 0 |
| John Lowe       | Engeland  | - | Ceri Morgan    | Wales    | 5 - 0 |
| Jocky Wilson    | Schotland | - | Mike Gregory   | Engeland | 5 - 0 |
| Nicky Virachkul | USA       | - | Dave Whitcombe | Engeland | 0 - 5 |

### Halve finale (best of 11 sets)
| Eric Bristow | Engeland  | - | John Lowe      | Engeland | 6 - 0 |
| Jocky Wilson | Schotland | - | Dave Whitcombe | Engeland | 5 - 6 |

### Finale (best of 13 sets)
| Eric Bristow | Engeland | - | Dave Whitcombe | Engeland | 7 - 1 |

World Cup Darts (WDF)

1977 · 1979 · 1981 · 1983 · 1985 · 1987 · 1989 · 1991 · 1993 · 1995 · 1997 · 1999 · 2001 · 2003 · 2005 · 2007 · 2009 · 2011 · 2013 · 2015 · 2017 · 2019 · 2021 · 2023
World Darts Championship (BDO)

1978 · 1979 · 1980 · 1981 · 1982 · 1983 · 1984 · 1985 · 1986 · 1987 · 1988 · 1989 · 1990 · 1991 · 1992 · 1993 · 1994 · 1995 · 1996 · 1997 · 1998 · 1999 · 2000 · 2001 · 2002 · 2003 · 2004 · 2005 · 2006 · 2007 · 2008 · 2009 · 2010 · 2011 · 2012 · 2013 · 2014 · 2015 · 2016 · 2017 · 2018 · 2019 · 2020
World Darts Championship (PDC)

1994 · 1995 · 1996 · 1997 · 1998 · 1999 · 2000 · 2001 · 2002 · 2003 · 2004 · 2005 · 2006 · 2007 · 2008 · 2009 · 2010 · 2011 · 2012 · 2013 · 2014 · 2015 · 2016 · 2017 · 2018 · 2019 · 2020 · 2021 · 2022 · 2023 · 2024 · 2025
World Darts Championship (WDF)

2022 · 2023 · 2024
World Seniors Darts Championship (WSDT)

2022 · 2023 · 2024 · 2025